# Fanny Peltier
Fanny Peltier (* 25. Mai 1997 in Montpellier) ist eine französische Sprinterin.

## Sportliche Laufbahn
2016 qualifizierte sich Fanny Peltier für die Juniorenweltmeisterschaften in Bydgoszcz und gewann dort mit der französischen Staffel die Silbermedaille. 2017 nahm sie an den IAAF World Relays 2017 auf den Bahamas in der 4-mal-200-Meter-Staffel teil und belegte dort den sechsten Platz. Zudem qualifizierte sie sich für die U23-Europameisterschaften in Bydgoszcz. Sie belegte dort über 200 Meter den achten Platz und konnte mit der französischen Stafette die Silbermedaille gewinnen.

## Bestleistungen
- 100 Meter: 12,02 s (+2,0 m/s), 21. Juni 2014 in Les Abymes
- 200 Meter: 23,13 s (+1,3 m/s), 15. Juli 2017 in Bydgoszcz
- 400 Meter: 54,89 s, 28. Mai 2016 in Vénissieux